# Henri Ier de Mesmes
Henri Ier de Mesmes est un homme de guerre et homme d’État, né à Paris le 30 janvier 1532, mort le 1er août 1596.
Dit Monsieur de Roissy, car seigneur de Roissy et Malassise, il fut chevalier des ordres du Roi,  conseiller d'État, Chancelier du Royaume de Navarre, capitaine, lieutenant-civil et député de Paris, ambassadeur.

## Biographie
Il naît en janvier 1532, dans la famille de Mesmes, fils aîné de Jean-Jacques Ier de Mesmes.
En 1552, il épouse Jeanne Hennequin, avec dispense car elle est de la famille de sa mère. En 1553, il devient maître des requêtes sur résignation de son père, et membre du Grand Conseil.
En 1557, il est chargé par Henri II d’administrer la république de Sienne, opprimée par Charles-Quint, et qui s’était mise sous la protection de la France. Les Siennois le nomment podestat ; il justifie leur confiance et bat plusieurs fois les Espagnols.
À son retour en France, il devient successivement ambassadeur en Allemagne, conseiller d’État et chancelier. En 1570, il négocie avec les protestants la paix de Saint-Germain-en-Laye qui est qualifiée de « boiteuse et mal assise », par allusion aux deux négociateurs qui représentaient la Cour : Gontaut-Biron, boiteux, et lui-même, seigneur de Malassise. Il est homme de confiance d'Henri III comme de Catherine de Médicis. 
Vers 1580, il fait bâtir à Paris son Hôtel de Roissy rue Sainte-Avoye (le bâtiment sera repris à partir de 1644 par son petit-fils Claude de Mesmes pour devenir l'actuel Hôtel de Saint-Aignan rue du Temple). 
En 1582, il est disgracié, perd ses gages de Chancelier de la Reine et de Garde des Chartes et se retire de la cour. Le récit tout en dignité qu'il fit lui-même plus tard de cette chute est à contrebalancer par la caricature qu'en fit Pierre de l'Estoile : "Roissi chassé ignominieusement. – Le mercredi 17e janvier, messire Henri de Mesmes, seigneur de Roissi, venu en la male grace du Roy, fut rudement baffoué par Sa Majesté … Et luy donna le Roy un coup de pied en le chassant (tant sa colere fust grande), l’appelant larron et le menasssant de le faire pendre s’il lui advenoit jamais de se trouver devant lui." 
Il meurt en août 1596, âgé de soixante-quatre ans. Il est inhumé au couvent des Grands-Augustins . Son fils aîné Jean-Jacques II de Mesmes (1560-1642), amasse une fortune considérable, est chevalier, seigneur de Roissy, président de la Cour des comptes, conseiller d'État et Doyen de tous les Conseils .

## Écrits
Comme son père Jean-Jacques I de Mesmes, Henri Ier de Mesmes était un érudit distingué et mécène. Grand bibliophile, il donna accès à sa bibliothèque aux humanistes, notamment limousins, tel Jean Dorat. On lui suppose des liens avec Michel de Montaigne et avec Étienne de La Boétie.  Ils avaient également une collection d'objets d'art, dont des émaux. 
On a de lui un court  "récit de soi" resté à l'état de brouillon, écrit pour son fils, et qui sera qualifié de Mémoires.